# Moncho
Ramón  Marcos Enrique Monserrat, mer känd som Moncho, född 4 mars 1988 i Gävle, är en svensk rappare.
Han är en del av musikgruppen Löst folk och som soloartist debuterade han i Melodifestivalen 2018 med låten Cuba Libre i dess tredje deltävling, där han tog sig till andra chansen.
Han är uppvuxen i stadsdelen Stenhagen i Uppsala och äldre bror till rapparen Dani M.

## Diskografi

### Singlar
- Hör av dig
- Telepati
- Skills
- Cuba Libre

### Album
- En Väg